# رزمند پایک
رُزِمِند مری الن پایک (انگلیسی: Rosamund Mary Ellen Pike؛ زادهٔ ۱۹۷۹) بازیگر انگلیسی است. او کار بازیگریش را با حضور در نمایش‌های تئاتر شامل رومئو و ژولیت و چراغ گاز آغاز کرد. پایک برای بازی در نقش یک باند گرل در فیلم جاسوسی روزی دیگر بمیر (۲۰۰۲) به شهرت رسید و برندهٔ جایزهٔ امپایر بهترین تازه‌کار شد. او برای بازی در افسارگسیخته (۲۰۰۴) جایزهٔ بیفای بهترین بازیگر نقش مکمل زن را کسب کرد و جین بنت را در غرور و تعصب (۲۰۰۵) به تصویر کشید.
پایک بابت بازی در نقش مکمل درس‌آموزی (۲۰۰۹) و ساخت داگنهام (۲۰۱۰) نامزد جایزهٔ فیلم ایندیپندنت بریتانیا شد و در فیلم‌های پرمخاطب جانی اینگلیش دوباره متولد می‌شود (۲۰۱۱)، خشم تایتان‌ها (۲۰۱۲)، جک ریچر (۲۰۱۲) و ورلدز اند (۲۰۱۳) حضور یافت. نقش‌آفرینی او در فیلم هیجان‌انگیز روان‌شناختی دختر گمشده (۲۰۱۴) تحسین منتقدان را به همراه داشت و برای آن نامزد جایزهٔ اسکار بهترین بازیگر زن شد.
پایک نقش اصلی فیلم زندگی‌نامه‌ای یک پادشاهی متحد (۲۰۱۶) را داشت و برای بازی در نقش ماری کالوین در درام جنگی یک جنگ خصوصی (۲۰۱۸) نامزد جایزهٔ گلدن گلوب شد. او برای نقشش در مجموعهٔ تلویزیونی وضعیت مشترک (۲۰۱۹) برندهٔ جایزهٔ امی ساعات پربیننده و برای فیلم من خیلی مراقبم (۲۰۲۰) برندهٔ جایزهٔ گلدن گلوب شد. او از سال ۲۰۲۱ نقش اصلی مجموعهٔ فانتزی چرخ زمان را ایفا کرده است.

## زندگی هنری
او کار بازیگری را در سال ۱۹۹۸ با بازی در چندین فیلم و سریال تلویزیونی آغاز کرد. در سال ۲۰۰۲ با بازی در فیلم «روزی دیگر بمیر»، پا به عرصهٔ سینمای حرفه‌ای گذاشت. پس از ان با بازی در فیلم‌هایی همچون «غرور و تعصب»، «درس‌آموزی»، «خشم تایتان‌ها» و «جک ریچر» خود را به عنوان یک بازیگر خوب به اثبات رساند.

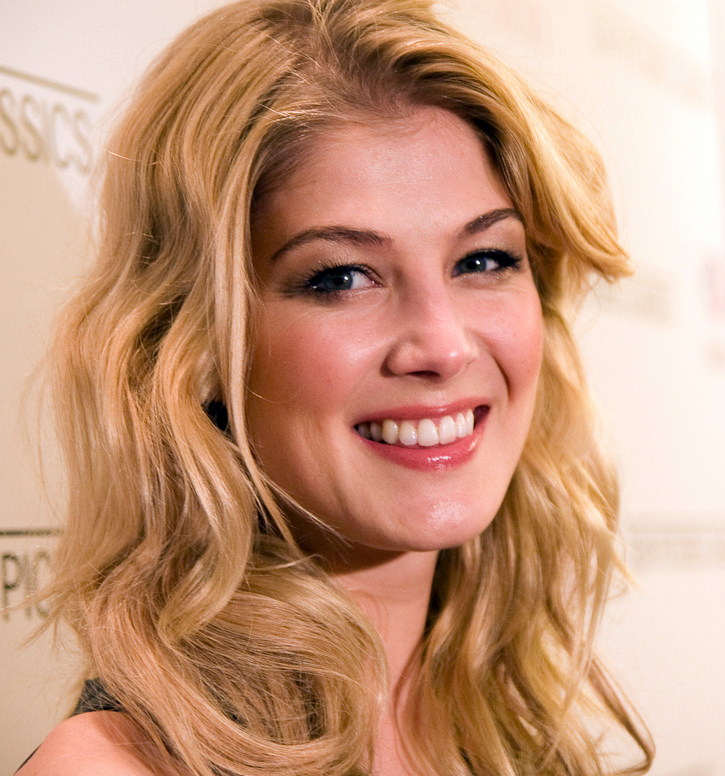
پایک در ۲۰۱۱

در سال ۲۰۱۳ «دیوید فینچر» با دیدن آثار وی در طول این سالیان او را برای نقش اول فیلم خود به نام «دختر گم‌شده» که اقتباسی از رمان پرفروش «گیلین فلین» بود انتخاب کرد. وی در این فیلم نقش زنی به نام «ایمی دان» را بازی کرد که در پنجمین سالگرد ازدواجش ناپدید می‌شود و پلیس همسر وی را مسئول گم شدن او می‌داند. او در این فیلم با «بن افلک» همبازی بود. فیلم در اکتبر سال ۲۰۱۴ اکران شد.
پایک به خاطر نقش آفرینی مورد تحسین بسیاری از منتقدان و مخاطبان فیلم قرار گرفت و شهرت و اعتبار زیادی کسب کرد و توانست نامزد جوایز معتبری همچون اسکار بهترین بازیگر نقش اول زن و بفتا و گلدن گلوب و برنده جایزه انجمن منتقدان فیلم لندن برای بازیگر نقش اول زن سال بریتانیا شود و جوایز دیگری همچون «جایزه امپایر بهترین بازیگر زن» را از آن خود کند.

## زندگی شخصی

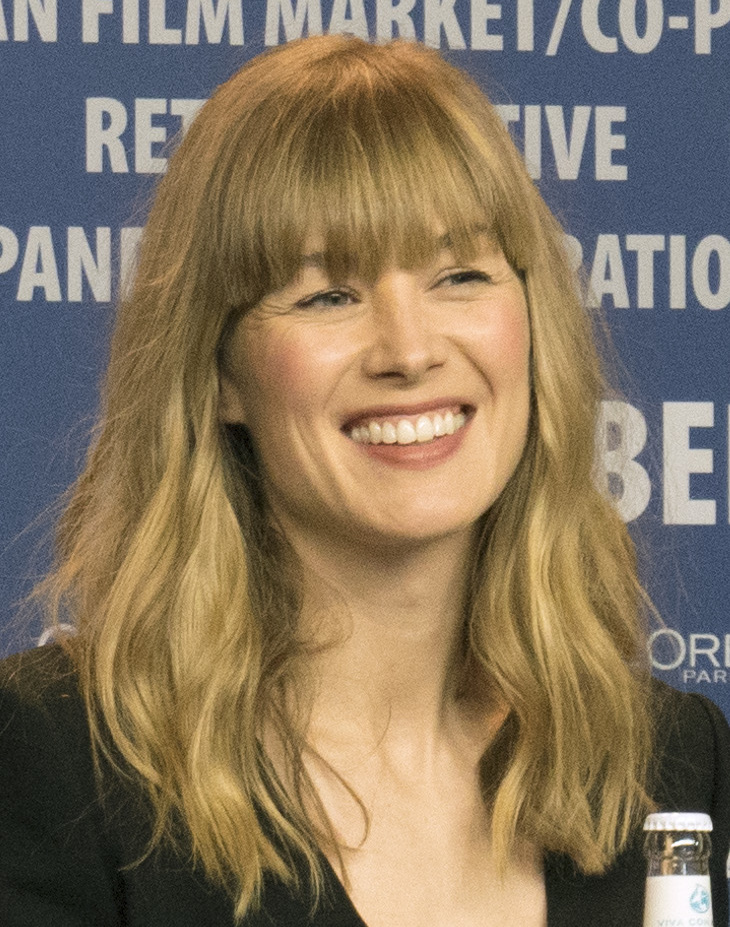
پایک در سال ۲۰۱۸

پایک در دانشگاه به‌مدت دو سال با سایمون وودز در رابطه بود. این دو نقش معشوقه‌ها را در غرور و تعصب (۲۰۰۵) بازی کردند. سپس پایک مدتی با جو رایت، کارگردان غرور و تعصب، نامزد بود که در سال ۲۰۰۸ به این نامزدی پایان دادند. وی از اواخر سال ۲۰۰۹ با بازرگانی به‌نام رابی انیاک در رابطه است و از وی دارای دو فرزند پسر است.

## فیلم‌شناسی
| سال  | عنوان                           | نقش                          | نکات       |
| ---- | ------------------------------- | ---------------------------- | ---------- |
| ۲۰۰۲ | روزی دیگر بمیر                  | میراندا فراست.               |            |
| ۲۰۰۴ | سرزمین موعود                    | رز                           |            |
| ۲۰۰۴ | افسارگسیخته                     | الیزابت ویلمونت، کنتس راچستر |            |
| ۲۰۰۵ | غرور و تعصب                     | جین بنت                      |            |
| ۲۰۰۵ | رستاخیز                         | دکتر سامانتا گربم            |            |
| ۲۰۰۷ | شکست                            | نیکی گاردنر                  |            |
| ۲۰۰۷ | قطعات فراری                     | الکس                         |            |
| ۲۰۰۹ | درس‌آموزی                        | هلن                          |            |
| ۲۰۰۹ | بدل‌ها                           | مگیه گرییر                   |            |
| ۲۰۱۰ | نخل‌های سوزان                    | ددرا داونپورت                |            |
| ۲۰۱۰ | جک‌بوتس در وایتهال               | دیزی                         | دوبلور     |
| ۲۰۱۰ | نسخه بارنی                      | مریم گرنت ـ پانوفسکی         |            |
| ۲۰۱۰ | ساخته شده در داگنهام            | لیزا هاپکینس                 |            |
| ۲۰۱۱ | میمون ارگان چرخ است             | راکلی                        | فیلم کوتاه |
| ۲۰۱۱ | جانی اینگلیش دوباره متولد می‌شود | کتی سامنر                    |            |
| ۲۰۱۱ | بیگ یر                          | جسیکا                        |            |
| ۲۰۱۲ | خشم تایتان‌ها                    | ملکه آندرومده                |            |
| ۲۰۱۲ | جک ریچر                         | هلن رودین                    |            |
| ۲۰۱۳ | ورلدز اند                       | سم چمبرلین                   |            |
| ۲۰۱۴ | مسیر طولانی سقوط                | پنی                          |            |
| ۲۰۱۴ | هکتور و جستجو برای خوشحالی      | کلارا                        |            |
| ۲۰۱۴ | آنچه در تعطیلات انجام دادیم     | ابی                          |            |
| ۲۰۱۴ | دختر گم‌شده                      | امی الیوت                    |            |
| ۲۰۱۵ | بازگشت به فرستنده               | میراندا ولز                  |            |
| ۲۰۱۶ | یک پادشاهی متحد                 | روث ویلیامز خاما             |            |
| ۲۰۱۷ | مردی با قلبی آهنین              | لینا هایدریش                 |            |
| ۲۰۱۷ | متخاصمان                        | رزالی کواید                  |            |
| ۲۰۱۸ | انتبه                           | بریژیت                       |            |
| ۲۰۱۸ | یک جنگ خصوصی                    | ماری کالوین                  |            |
| ۲۰۱۹ | خبرچین                          | ویل‌کاکس                      |            |
| ۲۰۱۹ | رادیو اکتیو                     | ماری کوری                    |            |
| ۲۰۲۰ | من خیلی مراقبم                  | مارلا گریسون                 |            |
| ۲۰۲۳ | سالتبرن                         | السبث                        |            |

### تلویزیون
- بازرس فویل (۲۰۰۲)
- مومین‌والی (۲۰۱۹–اکنون)
- چرخ زمان (۲۰۲۱–اکنون)